# 圆头凤尾蕨
圆头凤尾蕨（学名：Pteris wallichiana var. obtusa）为凤尾蕨科凤尾蕨属下的一个变种。

## 扩展阅读
- 維基物種上的相關：圆头凤尾蕨